# Marta Lallana García
Marta Lallana García   (Saragossa, 1994) és una fotògrafa i cineasta aragonesa.
Després d'estudiar Comunicació Audiovisual a la Universitat Pompeu Fabra, va ser la directora de fotografia del curtmetratge El Arquero (2016). Ha compaginat la concepció de diversos projectes per a la productora Nanouk Films amb la producció, guió i codirecció de la seva òpera prima Ojos negros, sobre el pas a la maduresa d'una adolescent en un entorn opressiu. El treball va guanyar la Bisnaga de Plata a la millor pel·lícula de la secció Zonazine al Festival de Màlaga, i compta amb la banda sonora original de Refree.

## Filmografia
2019: Ojos negros (codirigida amb Ivet Castelo)